# About a Girl
«About a Girl» (en español: «sobre una chica») es una canción de la banda de rock Nirvana. Es la tercera canción del álbum debut de 1989 Bleach. El tema obtuvo mayor reconocimiento tras ser interpretada como la canción de apertura de su actuación en vivo MTV Unplugged de 1994.

## Historia
Escrita aproximadamente en 1988, «About a Girl» es normalmente considerada como la primera gran composición pop de Kurt Cobain. La historia dice que fue escrita después de que Cobain pasara una noche entera escuchando el disco Meet the Beatles!. Por aquel entonces, Cobain trataba de ocultar sus intenciones de escribir pop, y parecía negarse a incluir la canción en Bleach, por miedo de alienar a los fanes de la banda, entonces exclusivamente grunge y underground y que no esperaban ese tipo de canción. «Colocar una canción pop tipo R.E.M. en un álbum de grunge, en esa escena, era arriesgado», admitió en una entrevista en 1993 con Rolling Stone.
Sin embargo, el productor de Bleach, Jack Endino, estaba entusiasmado con la canción, y lo vio como un sencillo potencial. Años más tarde, Butch Vig, quien produjo el álbum más exitoso de la banda, Nevermind, citó la canción como la primera pista de que en Nirvana había más que grunge. «Todo el mundo habla sobre el amor que Kurt tenía a... toda la escena punk, pero él era un gran fanático de The Beatles, y cuanto más tiempo pasaba con él, más obvio era en lo que se convertía la influencia de ellos en su forma de escribir canciones», le dijo el productor a la revista NME en 2004.
«About a Girl» fue grabada para Bleach en diciembre de 1988 por Endino en Seattle, Washington. Se convirtió en una de las pocas  canciones del álbum que Cobain continuó tocando en vivo hasta su muerte en abril de 1994. La versión acústica de MTV Unplugged fue grabada en 1993 y lanzada póstumamente en MTV Unplugged in New York en 1994 y es la versión más conocida de la canción.

## Significado
Según Chad Channing, baterista de Nirvana por aquella época, Cobain no tenía un título para la canción cuando la mostró a sus otros compañeros de la banda en el estudio. Cuando le preguntaron qué era, Cobain respondió, «es sobre una chica» (it's about a girl).
La chica en cuestión era Tracy Marander, en aquel momento novia de Cobain y con el cual vivía. Aparentemente, Marander le había preguntado por qué él nunca le había compuesto una canción, y Cobain respondió con «About a Girl». La canción habla sobre la difícil relación sentimental de la pareja, causada porque Cobain se negó a buscar trabajo, o a compartir las tareas de limpieza de su apartamento (donde habitaban varias mascotas de Cobain). Durante las discusiones del tema, el músico ocasionalmente amenazaba con mudarse a su coche.
Extrañamente, Cobain nunca le dijo que le había escrito la canción. En el documental de 1998 de Nick Broomfield Kurt and Courtney, Marander reveló que ella solamente descubrió esto después de leer la biografía de Nirvana por Michael Azerrad Come As You Are: The Story of Nirvana.

## Otras versiones
Una versión eléctrica en vivo, grabada en 1990, aparece como un lado b en las versiones de CD del sencillo de 1990 "Sliver". Otra versión eléctrica, grabada en 1991, aparece en el VHS de 1994, Live! Tonight! Sold Out!!. Una demo grabado por Cobain aparece en el box set de 2004, With the Lights Out, y en la compilación de 2005, Sliver: The Best of the Box. La versión de Bleach fue relanzada en 2002 en la compilación Nirvana.
Cobain fue homenajeado por Patti Smith en una canción llamada "About a Boy" en su álbum de 1995, Gone Again. El mismo título fue usado para una novela por el escritor británico Nick Hornby. Esta hace varias referencias a Cobain y a Nirvana.
"About a Girl" ha sido interpretada por la banda de Grunge en español ¨Baztardo¨ a nombre de ¨Acerca De Una Chica¨, esta aparece en el álbum debut ¨Pure Shit¨ con nueva letra y nuevo significado.

## Sencillo
«About a Girl» fue lanzado como el único sencillo comercial de MTV Unplugged in New York. 5,000 copias numeradas de edición limitada se vendieron en Australia, mientras que un sencillo estándar se vendió en varios países de Europa. Las siguientes canciones aparecieron en el sencillo:
1. "About a Girl" (Cobain)
2. "Something In The Way" (Cobain)

## Posiciones en listas
| Año  | Sencillo       | Lista                                      | Posición |
| ---- | -------------- | ------------------------------------------ | -------- |
| 1994 | «About a Girl» | Canciones de Rock Moderno (Estados Unidos) | N.º 3    |
| 1994 | «About a Girl» | Canciones de Rock Moderno (Estados Unidos) | N.º 3    |
| 1994 | «About a Girl» | Lista oficial de sencillos en Australia    | N.º 4    |
| 1994 | «About a Girl» | Lista oficial de sencillos en Suecia       | N.º 20   |
| 1994 | «About A Girl» | Lista oficial de sencillos en Italia       | N.º 20   |
| 1994 | «About a Girl» | Lista oficial de sencillos en Holanda      | N.º 22   |
| 1994 | «About a Girl» | Lista oficial de sencillos en Francia      | N.º 23   |
| 1994 | «About A Girl» | Top 40 Mainstream (Estados Unidos)         | N.º 29   |
| 1994 | «About A Girl» | Triple J Hot 100 (Australia)               | N.º 7    |
| 1994 | «About A Girl» | Listas de Eslovaquia                       | N.º 7    |
| 1994 | «About A Girl» | Listas de Letonia                          | N.º 4    |
| 1992 | «About A Girl» | Listas de Polonia                          | N.º 3    |
| 1993 | «About A Girl» | Listas de Francia                          | N.º 9    |
| 1994 | «About A Girl» | Lista nacional de Canadá                   | N.º 9    |